# Campeonato Catarinense de Futebol de 2007 - Divisão de Acesso
O Campeonato Catarinense de 2007 - Divisão de Acesso foi a quarta edição do terceiro nível do Campeonato Catarinense. O campeonato seguiu semelhante com o ano anterior, mas com algumas mudanças. A primeira é o número de times (passou de 10 para 16) e a segunda a ausência do quadrangular final. Participaram do campeonato os três últimos colocados da Divisão Especial de 2007 e mais 13 clubes, porém, faltando 5 dias para o começo do campeonato, o Videira desistiu da participação alegando falta de patrocinio.
O campeonato teve inicio no dia 8 de julho e a data prevista para o seu término é 2 de dezembro, porém devido a ausência do quadrangular final, o campeonato se encerrou no dia 18 de novembro. O Cidade Azul foi campeão ao vencer o turno e o returno do campeonato, e garantiu vaga automática à Divisão Principal de 2008. 
O Balneário Camboriú desistiu de participar antes da 4ª rodada do 1º turno, tendo seus jogos anulados (Balneário 2x2 Imbituba; Ferroviário 0x2 Balneário; Balneário 1x0 Próspera).
O Ferroviário foi suspenso da competição no returno, pois cometeu infrações nas competições juniores, tendo seus jogos do returno anulados (Ferroviário 1x0 Cidade Azul; Ferroviário 0x3 Navegantes).
Mesmo terminando a competição na quarta posição geral, o Catarinense desistiu de sua vaga na Divisão Especial de 2008 por carências financeiras, deixando a vaga para o Navegantes.

## Participantes e regulamento

### Regulamento
O campeonato foi dividido em dois turnos e, caso o campeão do turno tenha sido diferente do returno, uma final.
Turno: Os 15 participantes foram divididos em dois grupos (O grupo A com 7 times, e o B com 8) onde jogaram todos contra todos em turno único, posteriormente com a desistência do Balneário Camboriúe a anulação de seus jogos, ambos os grupos ficaram com 7 times. Os quatro clubes de cada grupo que somarem mais pontos foram classificados para as Quartas de Final. Os vencedores desta foram classificados para às Semifinais. Os clubes vitoriosos da última disputaram a Final do Turno. O vencedor dela se classificou o Quadrangular Final do Campeonato.
Returno: Idêntico ao Turno, mas com os jogos de volta na fase de grupos e com 14 participantes. Já que o Ferroviário foi punido com a exclusão do campeonato por irregularidades nas categorias de base.
Quadrangular final: Os dois vencedores de cada turno, mais os dois melhores clubes na pontuação total se enfrentaram nessa fase em semifinais de 2 jogos, os vencedores destas se enfrentam na final, o clube que maior pontuou na fase de grupos do campeonato inteiro jogou a partida de volta em casa. O vencedor desta fase foi declarado Campeão Catarinense da Divisão de Acesso de 2007 e se classificou para a Divisão Principal de 2008. 
Caso o campeão do turno tenha sido o mesmo do returno, essa fase tornou-se desnecessária e o este classificou-se diretamente para a Divisão Principal e o vice-campeão foi a equipe, excluindo o campeão, que mais pontuou no campeonato.
Nas fases eliminatórias, venceu o clube que somou mais pontos, independente do saldo de gols, caso houvesse empate, zerou-se o placar e realizou-se uma prorrogação de 30 minutos, se o empate persistiu, o clube com melhor desempenho na primeira fase do respectivo turno (se fosse na fase final, vence aquele que somou mais pontos nos dois turnos) foi declarado o vencedor.

### Participantes
| Equipe             | Município            | Em 2006        | Estádio                            | Capacidade     | Títulos  |
| ------------------ | -------------------- | -------------- | ---------------------------------- | -------------- | -------- |
| ACADESF            | Itapema              | Estreante      | Municipal de Itapema               | Sem informação | 0        |
| Balneário Camboriú | Balneário Camboriú   | Estreante      | Das Nações                         | Sem informação | 0        |
| Camboriuense       | Camboriú             | 2º (Série B)   | Robertão                           | 2 000          | 1 (2006) |
| Catarinense        | Ilhota               | Estreante      | João Eduardo                       | Sem informação | 0        |
| Cidade Azul        | Tubarão              | Não participou | Estádio Domingos Silveira Gonzales | 1 706          | 0        |
| Concórdia          | Concórdia            | 7º             | Domingos Machado de Lima           | 3 161          | 0        |
| Ferroviário        | Capivari de Baixo    | Estreante      | Lírio Burigo                       | Sem informação | 0        |
| Imbituba           | Imbituba             | Estreante      | João Rimsa                         | Sem informação | 0        |
| Inter de Lages     | Lages                | 6º             | Tio Vida                           | 4 681          | 0        |
| Joaçaba            | Joaçaba              | Estreante      | Da Nova                            | 5 500          | 0        |
| Navegantes         | Navegantes           | 8º             | Cirino Adolfo Cabral               | Sem informação | 0        |
| Pinheiros          | Lages                | Estreante      | Tio Vida                           | 4 681          | 0        |
| Próspera           | Criciúma             | 3º (Série B)   | Mario Balsini                      | 4 500          | 1 (2005) |
| Santa Cruz         | São Francisco do Sul | Estreante      | Otto Selink                        | Sem informação | 0        |
| União de Timbó     | Timbó                | Estreante      | Complexo Esportivo de Timbó        | 3 000          | 0        |

## Turno

### Grupo A
| Pos. | Equipes        | P  | J | V | E | D | GP | GC | SG  | %  | Classificação                          |
| ---- | -------------- | -- | - | - | - | - | -- | -- | --- | -- | -------------------------------------- |
| 1    | Catarinense    | 16 | 6 | 5 | 1 | 0 | 15 | 5  | +10 | 89 | Classificados para as Quartas de final |
| 2    | Concórdia      | 13 | 6 | 4 | 1 | 1 | 9  | 4  | +5  | 72 | Classificados para as Quartas de final |
| 3    | Joaçaba        | 9  | 6 | 2 | 3 | 1 | 10 | 5  | +5  | 50 | Classificados para as Quartas de final |
| 4    | Inter de Lages | 8  | 6 | 2 | 2 | 2 | 6  | 5  | +1  | 44 | Classificados para as Quartas de final |
| 5    | União de Timbó | 6  | 6 | 2 | 0 | 4 | 8  | 9  | –1  | 33 |                                        |
| 6    | Pinheiros      | 4  | 6 | 1 | 1 | 4 | 5  | 15 | –10 | 22 |                                        |
| 7    | Santa Cruz     | 3  | 6 | 1 | 0 | 5 | 6  | 16 | –10 | 17 |                                        |

#### Confrontos
|                | CAT | CON  | INT | JOA | PIN | SAC | UNI |
| -------------- | --- | ---- | --- | --- | --- | --- | --- |
| Catarinense    | —   |      |     |     |     | 4–2 | 1–0 |
| Concórdia      | 1–2 | —    | 2–1 |     |     |     | 2–1 |
| Inter de Lages | 0–0 |      | —   | 1–1 | 2–0 |     |     |
| Joaçaba        | 1–2 | 0–0  |     | —   |     | 4–0 | 3–1 |
| Pinheiros      | 1–6 | 0–1  |     | 1–1 | —   |     | 2–1 |
| Santa Cruz     |     | W.O. | 0–1 |     | 4–1 | —   |     |
| União de Timbó |     |      | 2–1 |     |     | 3–0 | —   |

| Vitória do mandante Vitória do visitante Empate |

### Grupo B
| Pos. | Equipes      | P   | J | V | E | D | GP | GC | SG  | %  | Classificação                          |
| ---- | ------------ | --- | - | - | - | - | -- | -- | --- | -- | -------------------------------------- |
| 1    | Próspera     | 14  | 6 | 4 | 2 | 0 | 16 | 3  | +13 | 78 | Classificados para as Quartas de final |
| 2    | Imbituba     | 11  | 6 | 3 | 2 | 1 | 9  | 2  | +7  | 61 | Classificados para as Quartas de final |
| 3    | Cidade Azul  | 11  | 6 | 3 | 2 | 1 | 9  | 4  | +5  | 61 | Classificados para as Quartas de final |
| 4    | Camboriuense | 10  | 6 | 3 | 1 | 2 | 6  | 6  | 0   | 55 | Classificados para as Quartas de final |
| 5    | Navegantes   | 5   | 6 | 1 | 2 | 3 | 4  | 12 | –8  | 33 |                                        |
| 6    | ACADESF      | 0   | 6 | 0 | 0 | 6 | 1  | 12 | –11 | 0  |                                        |
| 7    | Ferroviário  | –2a | 6 | 1 | 1 | 4 | 2  | 8  | –6  | 22 |                                        |

aO Ferroviário perdeu 6 pontos por escalar um atleta irregular na derrota para o Cidade Azul, jogo válido pela primeira rodada do Turno.

#### Confrontos
|              | ACA | CAM | CIA | FER | IMB | NAV     | PRO |
| ------------ | --- | --- | --- | --- | --- | ------- | --- |
| ACADESF      | —   | 0–2 | 1–3 |     |     | W.O.[a] |     |
| Camboriuense |     | —   |     |     | 2–1 |         | 0–0 |
| Cidade Azul  |     | 3–0 | —   | 1–0 |     |         |     |
| Ferroviário  | 1–0 | 0–1 |     | —   |     |         | 0–3 |
| Imbituba     | 2–0 |     | 0–0 | 2–0 | —   | 4–0     |     |
| Navegantes   |     | 2–1 | 0–0 | 1–1 |     | —       |     |
| Próspera     | 4–0 |     | 3–2 |     | 0–0 | 6–1     | —   |

| Vitória do mandante Vitória do visitante Empate |

- a. ^ A partida entre ACADESF e Navegantes, válida pela última rodada do Turno, foi um W.O. duplo, uma vez que as duas equipes se recusaram a jogar por conta de ambos os times já não terem mais chances de se classificar para a próxima fase. Nenhuma penalidade foi imposta pela Federação.

### Fases finais
Em itálico, os times que possuem o mando de campo no primeiro jogo do confronto e em negrito os times classificados.
|  | Quartas de final     | Quartas de final  | Quartas de final  | Quartas de final  |   |                | Semifinais                   | Semifinais                   | Semifinais                   | Semifinais                   |  |                   | Final             | Final             | Final             | Final             |  |  |
|  | 22 e 26 de agosto    | 22 e 26 de agosto | 22 e 26 de agosto | 22 e 26 de agosto |   |                | 29 de agosto e 2 de setembro | 29 de agosto e 2 de setembro | 29 de agosto e 2 de setembro | 29 de agosto e 2 de setembro |  |                   | 5 e 9 de setembro | 5 e 9 de setembro | 5 e 9 de setembro | 5 e 9 de setembro |  |  |
|  |                      |                   |                   |                   |   |                |                              |                              |                              |                              |  |                   |                   |                   |                   |                   |  |  |
|  | Inter de Lages (pro) | 0                 | 3 (2)             | 5                 |   |                |                              |                              |                              |                              |  |                   |                   |                   |                   |                   |  |  |
|  | Próspera             | 2                 | 2 (0)             | 4                 |   |                |                              |                              |                              |                              |  |                   |                   |                   |                   |                   |  |  |
|  | Próspera             | 2                 | 2 (0)             | 4                 |   | Inter de Lages | 1                            | 0 (0)                        | 1                            |                              |  |                   |                   |                   |                   |                   |  |  |
|  |                      |                   |                   |                   |   | Inter de Lages | 1                            | 0 (0)                        | 1                            |                              |  |                   |                   |                   |                   |                   |  |  |
|  |                      | Cidade Azul (pro) | 0                 | 4 (0)             | 4 |                |                              |                              |                              |                              |  |                   |                   |                   |                   |                   |  |  |
|  | Cidade Azul          | Cidade Azul (pro) | 0                 | 4 (0)             | 4 | 1              | 2                            | 3                            |                              |                              |  |                   |                   |                   |                   |                   |  |  |
|  | Cidade Azul          |                   |                   |                   |   | 1              | 2                            | 3                            |                              |                              |  |                   |                   |                   |                   |                   |  |  |
|  | Concórdia            | 0                 | 1                 | 1                 |   |                |                              |                              |                              |                              |  |                   |                   |                   |                   |                   |  |  |
|  | Concórdia            | 0                 | 1                 | 1                 |   |                |                              |                              |                              |                              |  | Cidade Azul (pro) | 1                 | 1 (2)             | 4                 |                   |  |  |
|  |                      |                   |                   |                   |   |                |                              |                              |                              |                              |  | Cidade Azul (pro) | 1                 | 1 (2)             | 4                 |                   |  |  |
|  |                      | Imbituba          | 1                 | 1 (0)             | 2 |                |                              |                              |                              |                              |  |                   |                   |                   |                   |                   |  |  |
|  | Joaçaba              | Imbituba          | 1                 | 1 (0)             | 2 | 1              | 1 (0)                        | 2                            |                              |                              |  |                   |                   |                   |                   |                   |  |  |
|  | Joaçaba              |                   |                   |                   |   | 1              | 1 (0)                        | 2                            |                              |                              |  |                   |                   |                   |                   |                   |  |  |
|  | Imbituba (pro)       | 2                 | 0 (0)             | 2                 |   |                |                              |                              |                              |                              |  |                   |                   |                   |                   |                   |  |  |
|  | Imbituba (pro)       | 2                 | 0 (0)             | 2                 |   | Imbituba       | 1                            | 1                            | 2                            |                              |  |                   |                   |                   |                   |                   |  |  |
|  |                      |                   |                   |                   |   | Imbituba       | 1                            | 1                            | 2                            |                              |  |                   |                   |                   |                   |                   |  |  |
|  |                      | Catarinense       | 0                 | 1                 | 1 |                |                              |                              |                              |                              |  |                   |                   |                   |                   |                   |  |  |
|  | Camboriuense         | Catarinense       | 0                 | 1                 | 1 | 0              | 0 (0)                        | 0                            |                              |                              |  |                   |                   |                   |                   |                   |  |  |
|  | Camboriuense         |                   |                   |                   |   | 0              | 0 (0)                        | 0                            |                              |                              |  |                   |                   |                   |                   |                   |  |  |
|  | Catarinense (pro)    | 0                 | 0 (0)             | 0                 |   |                |                              |                              |                              |                              |  |                   |                   |                   |                   |                   |  |  |

Nos confrontos entre Catarinense e Camboriuense, e Imbituba e Joaçaba válidos pelas quartas de final, após empate na soma de pontos dos resultados e o empate na prorrogação. Catarinense e Imbituba se classificaram para as semifinais por terem campanhas melhores respectivamente que Camboriuense e Joaçaba na fase anterior.
Após uma vitória e uma derrota em cada jogo da semifinal, e o empate na prorrogação. O Cidade Azul se classificou para a final devido a melhor campanha na fase anterior.

### Vencedor do Turno
| Campeonato Catarinense de 2007 Divisão de Acesso (Turno) |
| -------------------------------------------------------- |
|                                                          |
| Cidade Azul Campeão                                      |

## Returno

### Grupo A
| Pos. | Equipes        | P   | J | V | E | D | GP | GC | SG | %  | Classificação                          |
| ---- | -------------- | --- | - | - | - | - | -- | -- | -- | -- | -------------------------------------- |
| 1    | Pinheiros      | 12  | 6 | 3 | 3 | 0 | 10 | 4  | +6 | 67 | Classificados para as Quartas de final |
| 2    | Inter de Lages | 11  | 6 | 3 | 2 | 1 | 7  | 2  | +5 | 61 | Classificados para as Quartas de final |
| 3    | Catarinense    | 10  | 6 | 3 | 1 | 2 | 13 | 11 | +2 | 55 | Classificados para as Quartas de final |
| 4    | Joaçaba        | 9   | 6 | 2 | 3 | 1 | 10 | 7  | +3 | 50 | Classificados para as Quartas de final |
| 5    | Santa Cruz     | 7   | 6 | 2 | 1 | 3 | 8  | 9  | –1 | 39 |                                        |
| 6    | Concórdia      | 4   | 6 | 1 | 1 | 4 | 4  | 12 | –8 | 22 |                                        |
| 7    | União de Timbó | –2a | 6 | 1 | 1 | 4 | 6  | 13 | –7 | 22 |                                        |

aO União de Timbó perdeu 6 pontos por escalar um atleta irregular na derrota para o Santa Cruz, jogo válido pela primeira rodada do Returno.

#### Confrontos
|                | CAT | CON | INT | JOA | PIN | SAC | UNI |
| -------------- | --- | --- | --- | --- | --- | --- | --- |
| Catarinense    | —   | 4–1 | 0–0 | 3–2 | 1–3 |     |     |
| Concórdia      |     | —   |     | 0–1 | 1–1 | 1–0 |     |
| Inter de Lages |     | 4–0 | —   |     |     | 2–0 | 1–0 |
| Joaçaba        |     |     | 0–0 | —   | 1–1 |     |     |
| Pinheiros      |     |     | 2–0 |     | —   | 2–0 |     |
| Santa Cruz     | 3–2 |     |     | 2–2 |     | —   | 3–0 |
| União de Timbó | 2–3 | 2–1 |     | 1–4 | 1–1 |     | —   |

| Vitória do mandante Vitória do visitante Empate |

### Grupo B
| Pos. | Equipes      | P  | J | V | E | D | GP | GC | SG  | %  | Classificação                          |
| ---- | ------------ | -- | - | - | - | - | -- | -- | --- | -- | -------------------------------------- |
| 1    | Camboriuense | 10 | 5 | 3 | 1 | 1 | 9  | 5  | +4  | 67 | Classificados para as Quartas de final |
| 2    | Cidade Azul  | 9  | 5 | 3 | 0 | 2 | 9  | 6  | +3  | 60 | Classificados para as Quartas de final |
| 3    | Imbituba     | 9  | 5 | 3 | 0 | 2 | 7  | 5  | +2  | 60 | Classificados para as Quartas de final |
| 4    | Navegantes   | 8  | 5 | 2 | 2 | 1 | 14 | 5  | +9  | 53 | Classificados para as Quartas de final |
| 5    | Próspera     | 7  | 5 | 2 | 1 | 2 | 10 | 8  | +2  | 47 |                                        |
| 6    | ACADESF      | 0  | 5 | 0 | 0 | 5 | 1  | 21 | –20 | 0  |                                        |

No dia 4 de outubro, o Ferroviário foi excluído da competição após W.O. em partida válida pelo campeonato sub-20 da categoria.

#### Confrontos
|              | ACA | CAM | CIA | IMB | NAV | PRO  |
| ------------ | --- | --- | --- | --- | --- | ---- |
| ACADESF      | —   |     |     | 0–3 |     | W.O. |
| Camboriuense | 5–0 | —   | 1–0 |     | 1–1 |      |
| Cidade Azul  | 2–1 |     | —   | 2–0 | 2–0 | 3–4  |
| Imbituba     |     | 3–0 |     | —   |     | 1–0  |
| Navegantes   | 8–0 |     |     | 3–0 | —   | 2–2  |
| Próspera     |     | 1–2 |     |     |     | —    |

| Vitória do mandante Vitória do visitante Empate |

### Fases finais
Em itálico, os times que possuem o mando de campo no primeiro jogo do confronto e em negrito os times classificados.
|  | Quartas de final              | Quartas de final              | Quartas de final              | Quartas de final              |   |               | Semifinais         | Semifinais         | Semifinais         | Semifinais         |  |         | Final               | Final               | Final               | Final               |  |  |
|  | 31 de outubro e 3 de novembro | 31 de outubro e 3 de novembro | 31 de outubro e 3 de novembro | 31 de outubro e 3 de novembro |   |               | 7 e 11 de novembro | 7 e 11 de novembro | 7 e 11 de novembro | 7 e 11 de novembro |  |         | 14 e 18 de novembro | 14 e 18 de novembro | 14 e 18 de novembro | 14 e 18 de novembro |  |  |
|  |                               |                               |                               |                               |   |               |                    |                    |                    |                    |  |         |                     |                     |                     |                     |  |  |
|  | Joaçaba (pro)                 | 1                             | 0 (1)                         | 2                             |   |               |                    |                    |                    |                    |  |         |                     |                     |                     |                     |  |  |
|  | Camboriuense                  | 1                             | 0 (0)                         | 1                             |   |               |                    |                    |                    |                    |  |         |                     |                     |                     |                     |  |  |
|  | Camboriuense                  | 1                             | 0 (0)                         | 1                             |   | Joaçaba (pro) | 2                  | 0 (3)              | 5                  |                    |  |         |                     |                     |                     |                     |  |  |
|  |                               |                               |                               |                               |   | Joaçaba (pro) | 2                  | 0 (3)              | 5                  |                    |  |         |                     |                     |                     |                     |  |  |
|  |                               | Inter de Lages                | 1                             | 1 (2)                         | 4 |               |                    |                    |                    |                    |  |         |                     |                     |                     |                     |  |  |
|  | Imbituba                      | Inter de Lages                | 1                             | 1 (2)                         | 4 | 1             | 0 (2)              | 3                  |                    |                    |  |         |                     |                     |                     |                     |  |  |
|  | Imbituba                      |                               |                               |                               |   | 1             | 0 (2)              | 3                  |                    |                    |  |         |                     |                     |                     |                     |  |  |
|  | Inter de Lages (pro)          | 0                             | 1 (2)                         | 3                             |   |               |                    |                    |                    |                    |  |         |                     |                     |                     |                     |  |  |
|  | Inter de Lages (pro)          | 0                             | 1 (2)                         | 3                             |   |               |                    |                    |                    |                    |  | Joaçaba | 0                   | 1                   | 1                   |                     |  |  |
|  |                               |                               |                               |                               |   |               |                    |                    |                    |                    |  | Joaçaba | 0                   | 1                   | 1                   |                     |  |  |
|  |                               | Cidade Azul                   | 0                             | 2                             | 2 |               |                    |                    |                    |                    |  |         |                     |                     |                     |                     |  |  |
|  | Catarinense                   | Cidade Azul                   | 0                             | 2                             | 2 | 1             | 0                  | 1                  |                    |                    |  |         |                     |                     |                     |                     |  |  |
|  | Catarinense                   |                               |                               |                               |   | 1             | 0                  | 1                  |                    |                    |  |         |                     |                     |                     |                     |  |  |
|  | Cidade Azul                   | 3                             | 5                             | 8                             |   |               |                    |                    |                    |                    |  |         |                     |                     |                     |                     |  |  |
|  | Cidade Azul                   | 3                             | 5                             | 8                             |   | Cidade Azul   | 2                  | 1                  | 3                  |                    |  |         |                     |                     |                     |                     |  |  |
|  |                               |                               |                               |                               |   | Cidade Azul   | 2                  | 1                  | 3                  |                    |  |         |                     |                     |                     |                     |  |  |
|  |                               | Pinheiros                     | 1                             | 1                             | 2 |               |                    |                    |                    |                    |  |         |                     |                     |                     |                     |  |  |
|  | Navegantes                    | Pinheiros                     | 1                             | 1                             | 2 | 0             | 0                  | 0                  |                    |                    |  |         |                     |                     |                     |                     |  |  |
|  | Navegantes                    |                               |                               |                               |   | 0             | 0                  | 0                  |                    |                    |  |         |                     |                     |                     |                     |  |  |
|  | Pinheiros                     | 1                             | 0                             | 1                             |   |               |                    |                    |                    |                    |  |         |                     |                     |                     |                     |  |  |

Após uma vitória e uma derrota em cada jogo das quartas de final, e o empate na prorrogação. O Inter de Lages se classificou para a semifinal devido a melhor campanha na fase anterior.

### Vencedor do Returno
| Campeonato Catarinense de 2007 Divisão de Acesso (Returno) |
| ---------------------------------------------------------- |
|                                                            |
| Cidade Azul Campeão                                        |

## Classificação após turno e returno
| Pos. | Equipes        | P   | J  | V  | E | D  | GP | GC | SG  | %  | Classificação                                 |
| ---- | -------------- | --- | -- | -- | - | -- | -- | -- | --- | -- | --------------------------------------------- |
| 1    | Cidade Azul    | 45  | 23 | 13 | 6 | 4  | 40 | 18 | +22 | 65 | Campeão e provido à Divisão Principal de 2008 |
| 2    | Imbituba       | 32  | 19 | 9  | 5 | 5  | 23 | 13 | +10 | 56 | Providos à Divisão Especial de 2008           |
| 3    | Inter de Lages | 31  | 20 | 9  | 4 | 7  | 20 | 18 | +2  | 52 | Providos à Divisão Especial de 2008           |
| 4    | Catarinense    | 29  | 18 | 8  | 5 | 5  | 30 | 26 | +4  | 53 |                                               |
| 5    | Joaçaba        | 27  | 20 | 6  | 9 | 5  | 26 | 19 | +7  | 45 | Providos à Divisão Especial de 2008           |
| 6    | Próspera       | 24  | 13 | 7  | 3 | 3  | 30 | 14 | +16 | 61 | Providos à Divisão Especial de 2008           |
| 7    | Camboriuense   | 24  | 15 | 6  | 7 | 3  | 16 | 12 | +4  | 53 | Providos à Divisão Especial de 2008           |
| 8    | Pinheiros      | 21  | 16 | 5  | 6 | 5  | 18 | 22 | –4  | 44 | Providos à Divisão Especial de 2008           |
| 9    | Concórdia      | 17  | 14 | 5  | 2 | 7  | 14 | 19 | –5  | 40 | Providos à Divisão Especial de 2008           |
| 10   | Navegantes     | 14  | 13 | 3  | 5 | 5  | 18 | 18 | 0   | 36 | Providos à Divisão Especial de 2008           |
| 11   | Santa Cruz     | 10  | 12 | 3  | 1 | 8  | 14 | 25 | –11 | 28 |                                               |
| 12   | União de Timbó | 4a  | 12 | 3  | 1 | 8  | 14 | 22 | –8  | 28 |                                               |
| 13   | ACADESF        | 0   | 11 | 0  | 0 | 11 | 2  | 33 | –31 | 0  |                                               |
| 14   | Ferroviário    | –2b | 6  | 1  | 1 | 4  | 2  | 8  | –6  | 22 |                                               |

aO União de Timbó perdeu 6 pontos por escalar um atleta irregular na derrota para o Santa Cruz, jogo válido pela primeira rodada do Returno.
bO Ferroviário perdeu 6 pontos por escalar um atleta irregular na derrota para o Cidade Azul, jogo válido pela primeira rodada do Turno. Posteriormente, o mesmo foi excluído da competição e teve seus jogos do Returno anulados por irregularidades na competição sub-20 do Catarinense.

## Quadrangular Final
Pelo fato de o Cidade Azul ter vencido ambos os turnos, não houve a nesessidade da realização desta fase. Sendo assim, no dia 18 de novembro, após o fim da partida contra o Joaçaba, o Cidade Azul foi declarado campeão da Divisão de Acesso de 2007 e se classificou automaticamente para a Divisão Principal de 2008

## Premiação
| Campeonato Catarinense 2007 Divisão de Acesso |
| --------------------------------------------- |
| Cidade Azul Campeão (1º título)               |